# هوهانس گیراگوسیان
هوهانس ساهاکی گیراگوسیان (Ջոն Սահակի Կիրակոսյան؛ زادهٔ ۶ مهٔ ۱۹۲۹ – درگذشته ۲۰ ژوئن ۱۹۸۵) یک دیپلمات، و سیاستمدار اهل ارمنستان که بین سال‌های ۱۹۷۵ تا ۱۹۸۵ وزیر امور خارجه ارمنستان شوروی بود.
وی در آرامستان مرکزی ایروان (توخماخ) به خاک سپرده شد.

## زندگی
کیراکوسیان در سال ۱۹۲۹ در ایروان، پایتخت ارمنستان شوروی، متولد شد. از سال ۱۹۵۵ تا ۱۹۶۲ رئیس بخش تبلیغات ماهنامه حزب کمونیست ارمنستان ، "لنینیان اوگیوف"، بود. از سال ۱۹۶۲ تا ۱۹۶۶ رئیس بخش تبلیغات کمیته مرکزی حزب بود و از سال ۱۹۶۶ تا ۱۹۶۹ به عنوان رئیس کمیته دولتی تلویزیون و رادیو جمهوری سوسیالیستی شوروی ارمنستان خدمت کرد . از سال ۱۹۶۹ تا ۱۹۷۵ رئیس بخش علوم و آموزش حزب بود و از سال ۱۹۷۵ تا زمان مرگش در سال ۱۹۸۵ به عنوان وزیر امور خارجه جمهوری سوسیالیستی شوروی ارمنستان خدمت کرد.
در میان آثار علمی او، مقالات پژوهشی متعدد و چندین رساله طولانی وجود دارد که به درک جنبه‌های کلیدی تاریخ ارمنستان کمک می‌کند.
در سال ۱۹۵۴، کیراکوسیان از پایان‌نامه خود در مؤسسه شرق‌شناسی آکادمی علوم اتحاد جماهیر شوروی دفاع کرد که به موضوع مداخله بریتانیا در ایران در سال‌های ۱۹۱۹-۱۹۲۱ اختصاص داشت. در سال ۱۹۵۷، اثر او با عنوان «صفحه‌ای قهرمانانه در مبارزه آزادی‌بخش ملی مردم هند» به چاپ رسید که در آن به یکی از مهم‌ترین رویدادهای مبارزه آزادی‌بخش ملی هند - شورش سپوی‌ها - که جامعه ارمنی هند نیز در آن شرکت داشتند، پرداخته است.
کیراکوسیان از دهه ۱۹۶۰ تحقیقات عمیقی در مورد پیچیده‌ترین و غم‌انگیزترین وقایع تاریخ ارمنستان غربی انجام داد و جنبه‌های کمتر شناخته‌شده و کمتر مورد مطالعه‌شده مسئله ارمنی را آشکار کرد . این موضوع تا پایان عمر به یکی از علایق او تبدیل شد.
اثر بزرگ کیراکوسیان با عنوان «جنگ جهانی اول و ارامنه غربی» سه بار (در سال‌های ۱۹۶۵ و ۱۹۶۷ به زبان ارمنی و در سال ۱۹۷۱ به زبان روسی) منتشر شد. در سال ۱۹۷۲ اثر او با عنوان «ارمنستان در اسناد دیپلماسی بین‌المللی و سیاست خارجی شوروی» به چاپ رسید. آخرین اثر بزرگ او، مونوگرافی دو جلدی «ترک‌های جوان در برابر دادگاه تاریخ» (۱۹۸۲ و ۱۹۸۳) بود. به خاطر این آثار بزرگ، به نویسنده جایزه دولتی جمهوری سوسیالیستی شوروی ارمنستان اهدا شد.
کیراکوسیان در رساله خود با عنوان «ترک‌های جوان در برابر دادگاه تاریخ»، تلاش کرد تا جوهره سیاسی ترک‌های جوان و پوچی شعار «آزادی، برابری و عدالت» آنها را آشکار کند و حقایق تاریخی مربوط به فاجعه‌ای را که بر سر ارمنی‌ها در ترکیه آمد، آشکار سازد؛ فاجعه‌ای که قتل و تبعید آنها در سال ۱۹۱۵ انتقاد جهانیان را برانگیخت. کیراکوسیان با تحلیل تطبیقی حجم عظیمی از منابع چندزبانه و متنوع و مطالعه کامل منابع تازه کشف‌شده، نشان داد که چگونه مورخان معاصر ترکیه به عنوان وکلای مدافع، جنایات هولناک سلطان عبدالحمید دوم و ترک‌های جوان را لاپوشانی می‌کنند . او همچنین این باور خود را مطرح کرد که کارزار نسل‌کشی علیه ارمنی‌ها نه تنها با هدف نابودی فیزیکی آنها، بلکه علیه روسیه، کشوری که مانع اصلی در راه تحقق اهداف پان‌ترکیسم بود، نیز انجام شده است. اوج جنایات فراوان ترک‌های جوان، ریشه‌کن کردن بیش از یک میلیون ارمنی در طول جنگ جهانی اول بود، جنایتی علیه بشریت که به عنوان نسل‌کشی ارمنی‌ها شناخته می‌شود .
کیراکوسیان با اشاره به مورخان ترک که تاریخ را برای اهداف سیاسی تحریف می‌کنند، خاطرنشان کرد: «آنها حقیقت و اصول عینیت علمی را قربانی می‌کنند و با وجدانی آرام به جعل و دروغ خدمت می‌کنند.»
مونوگراف‌ها و مقالات علمی متعدد پروفسور کیراکوسیان نه تنها در ارمنستان، بلکه در روسیه و غرب نیز از محبوبیت گسترده‌ای برخوردار است.
کیراکوسیان همچنین سهم قابل توجهی در توسعه روابط بین جوامع ارمنی دیاسپورا و ارمنستان شوروی داشت. او به عنوان متخصص تاریخ و هویت ارمنی، در نوشته‌های خود توجه قابل توجهی به مبارزه دیاسپورا برای حفظ هویت قومی و فرهنگی خود داشت.
جان کیراکوسیان عضو فعال هیئت تحریریه اصلی دایره المعارف ارمنی شوروی بود

## کتابشناسی
- The Armenian Genocide: The Young Turks Before the Judgment of History